# قائمة معارف

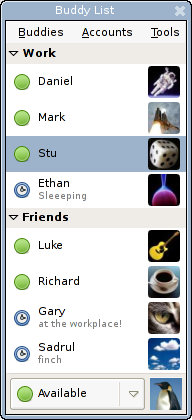
قائمة المعارف في بدجن 2.0

قائمة المعارف هي مجموعة إلكترونية تضم أسماء الأشخاص الذي قابلهم الإنسان أو اتصل بهم. إنها ميزة شائعة للرسائل الفورية وعملاء البريد الإلكتروني والألعاب عبر الإنترنت والهواتف المحمولة . لهذه القائمة العديد من الأسماء التجارية والمملوكة في سياقات مختلفة.